# Германская империя
Герма́нская импе́рия (Герма́нский рейх, нем. Deutsches Reich; также Ка́йзеровская Герма́ния, Кайзерре́йх, нем. Kaiserreich; Второ́й рейх) — союзное монархическое государство, созданное по итогам объединения Германии по малогерманскому пути под началом Пруссии по инициативе канцлера Отто фон Бисмарка и императора Вильгельма I Гогенцоллерна и существовавшее в период с 18 января 1871 года до 9 ноября 1918 года.
По конституции от 16 апреля 1871 года Германская империя образовывала союзное государство («вечный союз»), состоящее из 25 государств, из них было четыре королевства: Пруссия, Бавария, Вюртемберг и Саксония; 6 великих герцогств: Баден, Мекленбург-Шверин, Гессен, Ольденбург, Саксонский Веймар и Мекленбург-Стрелиц; пять герцогств: Брауншвейг, Ангальт, Саксонский Мейнинген, Саксонский Кобург-Гота и Саксонский Альтенбург; 7 княжеств: Вальдек, Липпе, Шаумбург-Липпе, Шварцбург-Рудольштат, Шварцбург-Зондерсгаузен, Рейс-Шлейц и Рейс-Грейц; три вольных города: Гамбург, Любек и Бремен; и одна имперская область, с императором во главе. Основателями Германской империи считают Отто фон Бисмарка и Вильгельма I Гогенцоллерна. Иногда её называют «Второй рейх». Кайзеровская Германия прекратила своё существование в 1918 году в результате Ноябрьской революции с последующим отречением Вильгельма II.

## История

### Германия после Франко-прусской войны
После победы в австро-прусско-итальянской войне 1866 года Пруссия разгромила почти всех противников объединения Германии. Однако потенциальному объединению Германии изо всех сил противилась Франция, чей император, Наполеон III, ни за что на свете не желал видеть на карте мира единую и неделимую Германию. Причиной его нелюбви к идее объединения Германии было то, что немецкие государства обладали одними из сильнейших экономик и армий мира и в случае потенциального объединения Германии в единое государство, могли бы с лёгкостью подорвать господство французов в континентальной Европе. Желая во что бы то ни стало объединить Германию, союзный канцлер Северогерманского союза Отто фон Бисмарк в 1870 году проявил весь свой талант в дипломатии и вынудил Наполеона III объявить Северогерманскому союзу войну, вошедшая в историю как Франко-прусская война. Союзный канцлер Бисмарк и президент Вильгельм I надеялись в результате войны объединить Германию и подорвать могущество Франции. Армия Северогерманского союза и его союзников королевств Бавария и Вюртемберг, и великих герцогств Гессен и Баден, менее, чем за год полностью разгромили французов в ряде приграничных сражений и уже 19 сентября 1870 года осадили Париж. В конце концов Париж пал и 10 мая 1871 года во Франкфурте-на-Майне между странами-участницами войны был подписан «Франкфуртский мир», по которому Франция упраздняла на своей территории монархию и вновь становилась республикой, передавала новообразованной Германской империи территорию Эльзас-Лотарингия, а также выплачивала Германии контрибуцию в размере 5 млрд. франков. А ранее, 18 января 1871 года, в Зеркальной галерее Версальского дворца была провозглашена Германская империя, а её первым кайзером (императором) стал Вильгельм I. К империи быстро присоединились государства, ранее не входившие в состав Северогерманского союза — Королевство Бавария, Великое герцогство Баден и т. д. Австрия ввиду своего размера, многонациональности и независимости частью единой Германии не стала. Пять миллиардов франков, которые французы выплатили немцам в качестве контрибуции, стали прочным фундаментом для немецкой экономики.

После этого Бисмарк объявил, что колониальная политика не является приоритетом для Германской империи. Ещё в 1864 году, после Датско-прусской войны, Дания безуспешно предлагала Пруссии и Австрии выкупить у неё Датскую Вест-Индию, пытаясь избежать полной потери Шлезвига. В 1871 году, после Франко-прусской войны, немцами было отклонено предложение Франции о передаче Кохинхины взамен Эльзас-Лотарингии или контрибуции. Однако уже в 1873 году было образовано «Африканское общество в Германии» (нем. Afrikanische Gesellschaft in Deutschland), которое ставило себе целью исследование Африки. В 1882 году появилось «Немецкое колониальное общество» (нем. Deutscher Kolonialverein), объединившее свыше 15 000 сторонников колониальной политики. В 1887 году оно объединилось с созданным в 1884 году «Обществом за немецкую колонизацию» (нем. Gesellschaft für Deutsche Kolonisation), ставившим своей целью практическую реализацию этой политики.
В 1884 году Бисмарк объявил, что зарубежные владения германских коммерсантов будут защищаться германским государством. Были приобретены достаточно большие территории в Африке и Океании. Однако в 1885 году Бисмарк вновь отошёл от колониальной политики, сосредоточившись на улучшении отношений с Францией и Великобританией. На Берлинской конференции 1884—1885 годов, Африка была разделена между европейскими державами, а согласно Гельголандско-занзибарскому соглашению 1890 года африканский протекторат Виту был отдан в обмен на стратегически важный для Германии остров Гельголанд в Северном море.

### Год трёх императоров
9 марта 1888 года Вильгельм I умер незадолго до своего 91-летия, оставив своего сына Фридриха III новым императором. Фридрих был либералом и поклонником британской конституции, в то время как его связи с Великобританией ещё более укрепились благодаря его браку с принцессой Викторией, старшим ребёнком королевы Виктории. С его восхождением на престол многие надеялись, что правление Фридриха приведёт к либерализации рейха и усилению влияния парламента на политический процесс. Увольнение Роберта фон Путткамера, высококонсервативного прусского министра внутренних дел 8 июня, стало признаком ожидаемого направления и ударом по администрации Бисмарка.
Однако ко времени своего вступления на трон Фридрих заболел неизлечимым раком гортани, который был диагностирован в 1887 году. Он умер на 99-й день своего правления, 15 июня 1888 года. Его сын Вильгельм II стал императором.

### Германия перед Первой мировой войной
После смерти Фридриха на престол взошёл его сын Вильгельм. Незадолго до его вступления на престол Германия обзавелась колониями в Африке (Тоголенд, Камерун, Германская Юго-Западная Африка, Германская Восточная Африка) в Азии (порт Циндао) и Океании (Германская Новая Гвинея, Германское Самоа), был заключён военный союз с Австро-Венгрией и Россией (Россия вскоре вышла из союза) против Франции и Англии, были увеличены армия и флот. В то же время был введён прогрессивный подоходный налог (когда ставка налогообложения повышается по мере роста доходов).

### Первая мировая война
Начало войны было для Германии успешным: российские войска были разбиты в Восточной Пруссии, немецкая армия оккупировала Бельгию, Люксембург, вторглась в Северо-Восточную Францию, оккупировала Польшу и часть Белоруссии.
Союзники Германии воевали хуже: австрийцы были наголову разгромлены в Галиции, турки потерпели множество поражений на Кавказском фронте. Италия предала своих союзников и 23 мая 1915 года объявила войну Австро-Венгрии. Лишь с помощью немецкой армии австрийцы и турки вернули некоторые позиции, итальянцы были разбиты при Капоретто.
Германия одержала множество побед в ходе активных боевых действий, но к 1915 году на всех фронтах началась позиционная война, представлявшая собой взаимную осаду — борьбу на истощение, была введена торговая блокада Германии, а её флот заперт во внутренних морях. Несмотря на свой промышленный потенциал, Германия не могла одержать победу над противником в позиционной войне. Немецкие колонии были оккупированы. Страна была абсолютно истощена. Перевес в ресурсах был у Антанты, и 5 октября 1918 года германское правительство обратилось с просьбой о перемирии. Оно было заключено 11 ноября 1918 года, через несколько дней после начала Ноябрьской революции.
9 ноября 1918 года в Германии началась революция, в результате которой монархия была свергнута, и Вильгельм вынужден был бежать в Нидерланды.

#### Западный фронт
Германия не хотела рисковать длительными сражениями вдоль франко-германской границы и вместо этого приняла План Шлиффена, военную стратегию, направленную на то, чтобы нанести вред Франции, вторгшись в Бельгию и Люксембург, окружая и сокрушая как Париж, так и французские войска вдоль Франко-Германской границы. После победы над Францией Германия развернулась, чтобы напасть на Россию. План предусматривал нарушение официального нейтралитета Бельгии и Люксембурга, который Великобритания гарантировала договором. Однако немцы предполагали, что Британия вступит в войну, независимо от того, имела ли она формальное оправдание для этого или нет. Сначала атака была успешной: германская армия наступала из Бельгии и Люксембурга и двинулась на Париж на соседней реке Марне. Тем не менее, развитие оружия в течение прошлого столетия в значительной степени благоприятствовало обороне, а не нападению, особенно благодаря появлению пулемёта, так что потребовалось пропорционально больше наступательных сил, чтобы преодолеть французскую оборонительную линию. Это привело к тому, что германские линии по плану о нападения продолжали менять расписание наступления, в то время как французские линии расширялись. Кроме того, некоторые германские части, которые первоначально были отведены для крайне правых германских войск, были переведены на Восточный фронт в ответ на всеобщую мобилизацию России гораздо быстрее, чем предполагалось. Комбинированный эффект привёл к тому, что немецкий правый фланг опустился перед Парижем, а не за ним, обнажив немецкий правый фланг расширяющимися французскими линиями и атаку стратегических французских резервов, размещённых в Париже. Атакуя обнажённый немецкий правый фланг, французская армия и британская армия оказали сильное сопротивление обороне Парижа в Первой битве на Марне, в результате чего германская армия отступала.
После Первой битвы на Марне между немецкой армией и Антантой долгое время стояла тупиковая ситуация в окопной войне . Другие попытки Германии прорваться вглубь Франция потерпела неудачу в двух сражениях Ипра с огромными потерями. Начальник штаба Германии Эрих фон Фалькенхайн решил отойти от плана Шлиффена и вместо этого сосредоточиться на войне на истощение против Франции. Фалькенхайн нацелился на древний город Верден потому что это был один из последних городов, которые выстоял против германской армии в 1870 году, и Фалькенхайн знал, что в силу национальной гордости французы сделают все, чтобы его не взяли. Он ожидал, что при правильной тактике французские потери будут больше, чем у немцев, и что продолжение французских обязательств перед Верденом «вернёт у французской армии белый цвет», а затем позволит германской армии легко захватить Францию. В 1916 году началась битва за Верден, когда французские позиции подвергались постоянному обстрелу и нападению с использованием отравляющих газов, а также понесли большие потери в результате нападения подавляющего большинства германских войск. Однако предсказание Фалькенхайна о большем количестве убитых французов оказалось неверным, так как сами немцы также понесли большие потери. Фалькенхайн был заменён Эрихом Людендорфом, германская армия вышла из Вердена в декабре 1916 года, и битва закончилась.

#### Восточный фронт
В то время как Западный фронт был тупиковым для немецкой армии, Восточный фронт в конечном итоге оказался большим успехом. Несмотря на первоначальные неудачи из-за неожиданно быстрой мобилизации русской армии, которая привела к российскому вторжению в Восточную Пруссию и Австрийскую Галицию, плохо организованная и снабжённая русская армия окончательно потеряла связь с тылами, столкнулась с трудностями коммуникации частей, и немецкая армия в 1915 году продвинулась на восток. Немцы извлекли выгоду из политической нестабильности в России и стремления некоторых политических пораженческих группировок агитировать в популистских целях население за прекращение войны. В 1917 году правительство Германии разрешило российскому коммунистическому большевистскому лидеру Владимиру Ленину проехать по Германии из Швейцарии в Россию. Германия считала, что если бы Ленин мог создать дальнейшие политические волнения, Россия больше не сможет продолжать свою войну с Германией, позволяя немецкой армии сосредоточиться на Западном фронте.
В марте 1917 года Николай II отрёкся от российского престола под давлением своего окружения. На смену Царскому правительству, пришло Временное правительство, а в ноябре его сменило большевистское правительство под руководством Ленина. Одним из декретов выпущенных правительством большевиков, был декрет о мире, тем не менее войска пока оставались на фронте, во избежание наступления со стороны Германии. Столкнувшись с политической оппозицией большевиков, он решил прекратить военную кампанию России против Германской империи, Австро-Венгрии, Османской империи и Болгарии, чтобы перенаправить Вооружённые силы на подавление внутреннего несогласия. В марте 1918 года по Брест-Литовскому мирному договору большевистское правительство предоставило Германии и Османской империи огромные территориальные и экономические уступки в обмен на прекращение войны на Восточном фронте. Все современные страны Балтии были переданы немецкой оккупационной власти Ober Ost вместе с Белоруссией и Украиной. Таким образом, Германия наконец достигла своего долгожданного господства над «МиттельЕвропой» (Восточная Европа) и теперь могла полностью сосредоточиться на разгроме Антанты на Западном фронте.

#### Колонии
Германия со временем потеряла почти все свои колонии (см. колонии Германии). Однако в Германской Восточной Африке лидер колониальной армии Германии генерал-майор Пауль-Эмиль фон Леттов-Форбек провёл впечатляющую партизанскую кампанию. Используя немцев и коренных жителей Аскари, Леттов-Форбек предпринял многочисленные партизанские рейды против британских войск в Кении и Родезии. Он также вторгся в Португальский Мозамбик, чтобы пополнить запасы своих войск за счёт трофеев и собрать больше новобранцев Аскари. Он оставался непобеждённым вплоть до конца войны. Умелые и энергичные действия фон Леттов-Форбека принесли ему уважение противника и сделали генерала на родине национальным героем.

### 1918 год
Поражение РСФСР в 1917 году позволило Германии перевести сотни тысяч военнослужащих с Восточного на Западный фронт, что дало ей численное преимущество перед Антантой. Подготовив солдат к новой тактике штурмовых отрядов, немцы рассчитывали разморозить поле боя и одержать решительную победу, прежде чем армия Соединённых Штатов, вступившая теперь в войну на стороне Антанты, станет мощной силой. Тем не менее Весеннее наступление не увенчалось успехом, поскольку союзники отступили и перегруппировались, а у немцев уже не было резервов, необходимых для консолидации своих завоеваний. Между тем среди солдат стали распространяться революционные идеи из-за успеха русской революции, снижавшие их настрой на продолжение борьбы. Военные усилия вызвали гражданские беспорядки в Германии, в то время как войска, которые постоянно находились на фронте без должного обеспечения, истощались и теряли всякую надежду на победу. Летом 1918 года, когда американцы прибывали со скоростью 10 000 солдат в день и немецкие резервы расходовались, это было лишь вопросом времени, когда многочисленные наступления союзников уничтожат немецкую армию.

#### Ноябрьская революция и крах империи
Несмотря на достигнутые успехи, к середине 1918 года Германия терпела поражение. Её широкомасштабные наступления на западном фронте, в которых были израсходованы последние резервы, не привели к значительным изменениям на линии фронта. В июле 1918 года англо-франко-американские войска перешли в наступление и силы их постоянно увеличивались за счёт прибытия свежих американских дивизий. Многие немцы стали понимать проигрыш войны и хотели положить ей конец. Всё большее число стало ассоциироваться с политическими левыми, такими как Социал-демократическая партия и более радикальной Независимой социал-демократической партией, которые требовали прекращения войны. Вступление США в войну в апреле 1917 года изменило долгосрочный баланс сил в пользу союзников.
Конец октября 1918 года в Киле на севере Германии ознаменовал начало германской революции 1918—1919 годов. Части германского военно-морского флота отказались отплыть для последней крупномасштабной операции в войне, начав восстание. 3 ноября восстание распространилось на другие города и земли страны, во многих из которых были созданы рабочие и солдатские советы. Тем временем Гинденбург и старшие генералы потеряли доверие к кайзеру и его правительству.
Болгария подписала перемирие 29 сентября 1918 года. Османская империя подписала перемирие 30 октября 1918 года. Между 24 октября и 3 ноября 1918 года Италия победила Австро-Венгрию в битве при Витторио Венето, что заставило Австро-Венгрию подписать перемирие 3 ноября 1918 года. Итак, в ноябре 1918 года на Западном фронте союзники продвигались в направлении Германии с внутренней революцией. Австро-Венгрия разваливалась из-за множественной этнической напряжённости, другие её союзники из войны и давления со стороны немецкого верховного командования (???), кайзера и всех германских правящих королей, герцогов и принцев отреклись от престола, а немецкое дворянство было упразднено. 9 ноября социал-демократ Филипп Шайдеманн провозгласил республику. Новое правительство во главе с германскими социал-демократами призвало и получило перемирие 11 ноября. На смену империи пришла Веймарская республика. Противники, в том числе недовольные ветераны, присоединились к разнообразным военизированным и подпольным политическим группам, таким как фрайкор, Консул Организации[уточнить] и к коммунистам.

#### Тыл
Концепция «тотальной войны» означала, что почти все ресурсы должны были быть перенаправлены на вооружённые силы. А поскольку немецкая торговля была почти полностью прекращена из-за военно-морской блокады союзников, немецкое мирное население было вынуждено жить во всё более ухудшающихся условиях. Сначала контролировались цены на продукты питания, затем было введено нормирование. Таким образом, за время войны умерли от недоедания около 750 000 немецких мирных жителей.
К концу войны условия в немецком тылу (т. н. домашнем фронте) резко ухудшились, причём во всех городских районах отмечалась острая нехватка продовольствия. Причиной тому была мобилизация многих фермеров и работников пищевой промышленности в армию, в перегруженной железнодорожной системе, нехватке угля и британской блокаде. Зима 1916—1917 годов стала известна как «зима репы», потому что людям приходилось выживать на овощах, чаще предназначенных для животноводства, в качестве замены картофелю и мясу, которых было всё меньше. Были открыты тысячи суповых кухонь, чтобы накормить голодных, которые ворчали, что фермеры держат еду для себя. Из-за нехватки продовольствия даже армии пришлось сокращать солдатский рацион. В результате моральный дух как мирных жителей, так и солдат продолжал падать.

## Экономика
К 1900 году Германская экономика стала крупнейшей в Европе и второй по величине в мире после Соединённых Штатов. Ранее это место принадлежало Соединённому Королевству, а вслед за Соединённым Королевством шли Франция и Россия. Основными экономическими конкурентами Германии были Великобритания и США. На протяжении всего своего существования она переживала экономический рост и модернизацию во главе с тяжёлой промышленностью. В 1871 году население страны составляло 41 миллион человек, а к 1913 году оно увеличилось до 68 миллионов.

### Железные дороги
Вначале, не имея технологической базы, немцы импортировали свою технику и оборудование из Великобритании, но быстро освоили навыки, необходимые для эксплуатации и расширения железных дорог. Во многих городах новые железнодорожные мастерские были центрами технологического осознания и обучения, поэтому к 1850 году Пруссия была самодостаточна в удовлетворении потребностей строительства железных дорог, а железные дороги стали основным стимулом для роста новой сталелитейной промышленности. Однако объединение Германии в 1870 году стимулировало консолидацию, национализацию в государственные компании и дальнейший быстрый рост. В отличие от ситуации во Франции, целью Германии была поддержка индустриализации, и поэтому тяжёлые линии пересекали Рур и другие промышленные районы, обеспечивая хорошие связи с основными портами Гамбурга и Бремена. К 1880 году в Германии насчитывалось 9400 локомотивов, перевозящих 43 000 пассажиров и 30 000 тонн грузов, вскоре они обогнали Францию. Общая протяжённость железнодорожных путей Германии увеличилась с 21 000 километров в 1871 году до 63 000 километров к 1913 году, создав самую большую железнодорожную сеть в мире после Соединённых Штатов и почти вдвое превзойдя 32 000 километров железных дорог, которые имелись в Великобритании в том же году.

### Промышленность
В течение 30 лет Германия конкурировала с Великобританией за звание ведущей промышленной державы Европы. Представителем немецкой промышленности стал сталелитейный магнат Крупп, чей первый завод был построен в Эссене.
При Бисмарке Германия стала мировым новатором в создании государства всеобщего благосостояния. Немецкие рабочие пользовались медицинскими пособиями, пособиями по случаю несчастного случая, беременности и родам, столовыми, раздевалками и национальной пенсионной системой.
Индустриализация в Германии шла динамичными темпами, и немецкие производители начали захватывать внутренние рынки за счёт британского импорта, а также конкурировать с британской промышленностью за рубежом, особенно в США. К 1870 году немецкая текстильная и металлообрабатывающая промышленность превзошла британскую по организационной и технической эффективности. Вытеснив британских производителей на внутренний рынок, Германия стала доминирующей экономической державой на континенте и была второй по величине страной-экспортёром после Британии.
Технический прогресс во время немецкой индустриализации происходил в четыре волны: железнодорожная волна (1877—1886), волна красителя (1887—1896), химическая волна (1897—1902) и волна электротехники (1903—1918). Поскольку Германия индустриализировалась позже Британии, она смогла смоделировать свои заводы после британских, тем самым более эффективно используя свой капитал и избегая устаревших методов в своём прыжке в технологическом развитии. Германия инвестировала больше, чем британцы, в исследования, особенно в химию, двигатели и электричество. Господство Германии в области физики и химии было таким, что треть всех Нобелевских премий досталась немецким изобретателям и исследователям.
Немецкая картельная система (известная как «концерны»), будучи значительно сконцентрированной, смогла более эффективно использовать капитал. Германия не была отягощена дорогостоящей всемирной империей, которая нуждалась в обороне. После аннексии Германией Эльзаса-Лотарингии в 1871 году она захватила части того, что являлось промышленной базой Франции.
К 1900 году немецкая химическая промышленность доминировала на мировом рынке синтетических красителей. Три крупные фирмы BASF, Bayer и Hoechst, а также пять небольших фирм, произвели несколько сотен различных красителей. В 1913 году эти восемь фирм произвели почти 90 % мировых поставок красителей и продали около 80 % своей продукции за рубеж. Три крупные фирмы также интегрировали добычу сырья в производство и начали расширять свою деятельность в других областях химии, таких как фармацевтика, фотоплёнка, сельскохозяйственная химия и электрохимикаты. Принятие решений на высшем уровне находилось в руках профессиональных наёмных менеджеров; ведущий Чендлер назвал немецкие красящие компании «первыми в мире по-настоящему управляющими промышленными предприятиями». Было много побочных результатов исследований, таких как фармацевтическая промышленность, которая возникла в результате химических исследований.
К 1902 году только фабрика стала «великим городом со своими улицами, собственной полицией, пожарной службой и правилами дорожного движения. Здесь 150 километров железных дорог, 60 различных заводских зданий, 8500 станков, 7 электрических станций, 140 километров подземный кабель и 46 надземных».
К началу Первой мировой войны немецкая промышленность перешла на военное производство. Самые высокие требования предъявлялись к углю и стали для производства артиллерии и снарядов, а также к химическим веществам для синтеза материалов, на которые распространялись ограничения на импорт, и к химическому оружию и военным поставкам.

### Социальные проблемы
После достижения формального объединения в 1871 году Бисмарк посвятил большую часть своего внимания делу национального единства. Он выступал против консервативной католической активности и эмансипации, особенно власти Ватикана при Папе Пии IX, и радикализма рабочего класса, представленного формирующейся социал-демократической партией.

### Финансы
Денежная единица — марка, основанная на золотом (золото-монетном) стандарте (0,358 г. золота, 46 копеек Российской империи:
- имперские казначейские билеты (Reichskassenschein) номиналом в 5 и 10, а до 1906 года также и 20 и 50 марок[7], эмитировавшиеся Имперским казначейским управлением (Reichsschuldenverwaltung) и обеспеченными достоянием казны
- рейхсбанкноты (Reichsbanknote) номиналом в 100 и 1000 марок, а с 1906 года также 20 и 50 марок эмитировавшиеся Рейхсбанком (Reichsbank), обеспеченные его активами, и печатавшимися Имперской типографией (Reichsdruckerei)[8];
- баварские, саксонские, вюртембергские и баденские банкноты номиналом в 100 и 1000 марок, эмитировавшиеся:
  - Баварским эмиссионным банком (Bayerische Notenbank);
  - Саксонским эмиссионным банком (Sächsische Notenbank);
  - Вюртембергским эмиссионным банком (Württembergische Notenbank);
  - Баденским банком (Badische Bank);
- золотые монеты номиналом в 5 (в 1877—1878 гг.), 10 и 20 марок, на реверсе рейхсадлер, номиналы и надпись «Deutsches Reich», на аверсе — портрет монарха или герб вольного города;
- серебряные монеты (привязаны к золотым) номиналом в 20 (до 1887 года), 50 пфеннигов (с 1905 г. — 1/2 марки), 1, 2 и 5 марок (последняя кроме периода 1877—1878 гг.), на реверсе — рейхсадлер, надпись «Deutsches Reich» и стоимость монеты в виде надписи, на аверсе: на монетах до 2 марок — номинал, дубовые листья, надпись «Deutsches Reich» и год выпуска, на монетах с 2 марок и более — портрет монарха государства союза, в ганзейских городах — герб города;
- монеты из сплава меди и олова номиналом в 1 и 2 пфеннига, на реверсе рейхсадлер, на аверсе — номинал и надпись «Deutsches Reich»;
- монеты из сплава меди и никеля номиналом в 5, 10, а с 1887 года — 20 пфеннигов пфеннигов (с 1909 года — 25), на реверсе рейхсадлер, на аверсе — номинал и надпись «Deutsches Reich», чеканились:
  - Прусским монетными двором (Preußische Staatsmünze) подчинявшимся Прусскому министерству финансов;
  - Монетным двором Гамбурга (Hamburgische Münze);
  - Государственным монетным двором Карлсруэ (Staatliche Münze Karlsruhe) подчинявшийся Баденскому министерству финансов;
  - Государственным монетным двором Штутгарта (Staatliche Münze Stuttgart) подчинявшийся Вюртембергском министерству финансов;
  - Монетным двором Мюнхена (Bayerisches Hauptmünzamt) подчинявшийся Баварскому министерству финансов;
  - Монетным двором Мюльденхюттена (Münzstätte Muldenhütten) подчинявшийся Саксонском министерству финансов.

Крупнейшие коммерческие банки — Deutsche Bank, Commerzbank и Dresdner Bank.

### Транспорт и связь
Существовало несколько региональных операторов железных дорог
- Прусские государственные железные дороги (Preußischen Staatseisenbahnen)
- Баварские государственные железные дороги (Bayerischen Staatseisenbahnen)
- Саксонские государственные железные дороги (Sächsischen Staatseisenbahnen)
- Вюртембергские государственные железные дороги (Württembergischen Staatseisenbahnen)
- Баденские государственные железные дороги (Badischen Staatseisenbahnen)
- Гессенские государственные железные дороги (Hessischen Staatseisenbahnen)
- Ольденбургские государственные железные дороги (Oldenburgischen Staatseisenbahnen)
- Мекленбургские земельные железные дороги (Mecklenburgische Landeseisenbahn)

Оператор почтовой и телефонной связи — Рейхспочта, региональные операторы — Баварская королевская почта и Вюртембергская королевская почта. Морские порты имелись в Пиллау, Данциге, Штеттине, Ростоке, Висмаре, Киле, Фленсбурге, Гамбурге, Висльгельмсхафене, Бремерхафене и Эмдене, пассажирские рейсы в США совершала HAPAG (наиболее известные суда — SS Deutschland, SS Imperator, SS Vaterland, SS Bismarck), в Латинскую Америку — Hamburg Süd.

## Германизация
Одним из результатов политики объединения было постепенное нарастание тенденции к отказу от использования негерманских языков в общественной жизни, школах и учебных заведениях (германизация) с целью оказания давления на не-немецкое население, чтобы оно отказалось от своей национальной идентичности. Эта политика часто оказывала обратное воздействие, стимулируя сопротивление, обычно в форме домашнего обучения и более тесного единства в группах меньшинств, особенно поляков.
Политика германизации была направлена в особенности против значительного польского меньшинства империи, завоёванного Пруссией в ходе разделов Польши. Поляки рассматривались как этническое меньшинство даже там, где они составляли большинство, как в провинции Позен, где был проведён ряд антипольских мер. Многочисленные антипольские законы не имели большого эффекта, особенно в провинции Позен, где немецкоязычное население сократилось с 42,8 % в 1871 году до 38,1 % в 1905 году, несмотря на все усилия.

## Население
Численность населения (1880) — 45 234 061. В гражданском отношении большинство населения (кроме населения колоний) — «немцы» (deutsche, е. ч. deutsch, в России неофициально назывались «германцами», со стороны представителей немецкой диаспоры в Восточной Европе — Deutschländer) — все граждане всех государств союза (прусские граждане («пруссаки»), баварские граждане («баварцы»), саксонские граждане («саксонцы»), вюртембергские граждане («вюртембержцы») и др., обладатели пасскарт граждан государств союза, а также рейхсбюргеры — как правило проживавшие в Эльзасс-Лотарингии и в колониях, независимо от национальности. Граждане любого государства Германского союза на территории любого другого государства союза обладали равными с его гражданами правами, допускалось наличие гражданства сразу в нескольких государствах союза, тогда как двойное гражданства государства союза и иностранного государства отсутствовало. Иностранные граждане имевшие вид на жительство в немецких землях (обладатели пасскарт иностранца) составляли — 275 856, из которых в свою очередь 117 574 — австрийские граждане, швейцарские граждане — 28 244, датские граждане — 23 593, нидерландские граждане — 17 772, французские граждане — 17 393, российские граждане — 15 107. Родным языком для большинства являлся немецкий, из иноязычного населения больше всего было датско-говорящих (большая часть проживала в Шлезвиг-Гольштейне), франкофонов (большая часть проживала в Эльзас-Лотарингии), фризо-говорящих (большая часть проживала в Шлезвиг-Гольштейне), нидерландо-говорящих (большая часть проживала в Ганновере, Вестфалии и Рейнской провинции), кашубо-говорящих (большая часть проживала в Западной Пруссии), литово-говорящие (большая часть проживала в Восточной Пруссии), мазуро-говорящие (большая часть проживала в Восточной Пруссии), польско-говорящие (большая часть проживала в Позене, Силезии и Западной Пруссии) и вендо-говорящие (большая часть проживала в Бранденбурге, Силезии и Саксонии).

### Города
На 1910 год население городов было таковым:
| № | Город      | Население (1910) |
| - | ---------- | ---------------- |
| 1 | Берлин     | 2 071 257        |
| 2 | Гамбург    | 931 025          |
| 3 | Мюнхен     | 596 467          |
| 4 | Дрезден    | 548 308          |
| 5 | Бреслау    | 512 105          |
| 6 | Кёнигсберг | 245 994          |
| 7 | Штеттин    | 236 000          |
| 8 | Штрасбург  | 178 891          |
| 9 | Данциг     | 170 337          |

## Административно-территориальное деление
Германия в кайзеровский период являлась федеративным государством, состоящим из следующих штатов (bundesstaaten):
- Великое Герцогство Баден
- Великое герцогство Гессен
- Великое герцогство Мекленбург-Шверин
- Великое герцогство Мекленбург-Стрелиц
- Великое герцогство Ольденбург
- Великое герцогство Саксен-Веймар-Айзенах
- Вольный ганзейский город Гамбург
- Вольный ганзейский город Любек
- Вольный ганзейский город Бремен
- Герцогство Ангальт
- Герцогство Брауншвейг
- Герцогство Саксен-Альтенбург
- Герцогство Саксен-Кобург-Гота
- Герцогство Саксен-Мейнинген
- Княжество Вальдек-Пирмонт
- Княжество Липпе-Детмольд
- Княжество Рейсс-Гера
- Княжество Рейсс-Грейц
- Княжество Шаумбург-Липпе
- Княжество Шварцбург-Зондерхаузен
- Княжество Шварцбург-Рудольштадт
- Королевство Пруссия
- Королевство Саксония
- Королевство Бавария
- Королевство Вюртемберг

Законодательный орган государства союза — ландтаг (Landtag) (ранее — земские штаты (Landesstände)), состоявший из первой палаты (Erste Kammer) или палаты лордов (Herrenhaus) и второй палаты (Zweite Kammer) или палаты депутатов (Abgeordnetenhaus), во главе государств союза стояли монархи — короли, герцоги, графы, князья, исполнительный орган государства союза — совет министров (Ministerrat) или государственное министерство (Staatsministerium), состоящие из государственного министра (Staatsminister) или премьер-министра (Ministerpräsident) и государственных советников (Staatsrat) или министров.
Пруссия и Гессен делились на провинции (Provinz), провинции на городские районы (Stadtkreis) и районы (Kreis), районы на городские общины (Stadtgemeinde) и общины (Gemeinde), Берлин не входил ни в одну из провинций, делился на округа (Bezirk). Районы Пруссии группировались в административные округа (Regierungsbezirk), общины Пруссии в административные районы (Amtsbezirk). Прочие государства союза делились на амты (Amt) или бецирксамты (Bezirksamt), амты на города или общины. Амты в некоторых государствах союза могут группироваться в районы.
Во главе провинции стоял обер-президент (Oberpräsident), назначался королём. Представительный орган провинции — избираемый населением провинциальный ландтаг (Provinziallantag) (ранее — провинциальные штаты (Provinzialstände)). Исполнительный орган — назначавшийся королём земельный комитет (Landesausschuss), состоял из земельного капитана (Landeshauptmann), первого земельного советника (Erster Landesrat) и земельных советников (Landesrat).
Во главе административного округа стоял регирунгс-президент (Regierungspräsident), назначался королём, во главе амта стоял амтманн (Amtmann), назначался монархом. Представительный орган района — избираемый населением крейстаг (Kreistag) (ранее — районные штаты (Kreisstände)). Исполнительный орган — назначавшийся королём районный комитет (Kreisausschuss), состоял из ландрата (Landrat), первого районного олдермена (Erster Kreisbeigeordeter) и районных советников (Kreisbeigeordeter).
Представительный орган городского района или городской общины — избираемое населением городское собрание уполномоченных (Stadtverordnetenversammlung) (в Пруссии и Гессене) или городской совет (Stadtrat). Исполнительный орган городского района или городской общины — назначавшийся королём магистрат (Magistrat), состоял из бургомистра (Bürgermeister) (или обер-бургомистра (Oberbürgermeister)), первого городского советника (Erster Stadtrat) и городских советников (Stadtrat). Исполнительный орган города в южных землях бургомистр, являвшийся одновременно и председателем городского совета.
Представительный орган общины — избираемое населением общинное представительство (Gemeindevertretung) (в Пруссии и Гессене) или общинный совет (Gemeinderat), исполнительный орган общины — назначаемое королём общинное правление (Gemeindevorstand), состояло из общинного старосты (Gemeindevorsteher) (или бургомистра), первого олдермена (Erster Beigeordneter) и олдерменов (Beigeordneter). Исполнительный орган общины в южных землях общинный староста или бургомистр, являвшийся одновременно и председателем общинного совета.
- В отдельную территорию выделялась «Имперская земля»:
  -  Эльзас-Лотарингия

До 1911 года Эльзас-Лотарингия не имела своего ландтага, его функции исполнял консультативный земельный комитет, главой имперской земли являлся Король Пруссии, представленный штатгальтером.

### Колонии Германии
- Тоголенд — с конца XIX — начала XX века вместе с частью Ганы — германская колония.
- Германский Камерун — с конца XIX века — протекторат Германии.
- Германская Восточная Африка (Deutsch-Ostafrika) — континентальная часть Танзании (Танганьика), Руанда и Бурунди.
  - Танганьика (континентальная часть Танзании). С 1880-х годов — под властью Германии.
  - Бурунди. До колонизации — Бурундия. С 1903 г. — включена (в составе Руанды-Урунди) в колонию Германская Восточная Африка.
  - Руанда. С конца XIX века захвачена Германией и включена (в составе Руанды-Урунди) в колонию Германская Восточная Африка.
- Германская Юго-Западная Африка — Намибия (Deutsch-Südwestafrika). С 1884 г. — германский протекторат Германская Юго-Западная Африка.
- Залив Цзяочжоу с портом Циндао на полуострове Шаньдун, захваченный в 1897 году, а затем «арендованный» у китайского правительства на 99 лет.
- Германская Новая Гвинея (Deutsch-Neuguinea)
  - Новая Гвинея. С середины 1880-х г. северо-восточная часть острова колонизована Германией.
  - Науру. С 1888 г. — часть германского протектората Новая Гвинея.
  - Палау. С 1899 г. — германская колония.
  - Марианские острова проданы Испанией Германии в 1889 г.
  - Маршалловы острова захвачены в 1885 году. С 1886 г. — германский протекторат.
  - Каролинские острова также куплены у Испании.
- Германское Самоа (Deutsch-Samoa). В конце XIX века захвачено Германией.

Во главе каждой из колоний стояли императорские губернаторы (Kaiserlicher Gouverneur), каждая из колоний делилась на бецирксамты во главе с императорскими бецирксамтманнами (Kaiserliche Bezirksamtmann)

## Вооружённые силы
- Германская имперская армия (Deutsches Kaiserliches Heer);
- Имперские военно-воздушные силы Германии (Deutsche Luftstreitkräfte);
- Императорские военно-морские силы (Kaiserliche Marine);

## Государственный строй

### Германский император
18 января 1871 года в Зеркальном зале Версаля Вильгельм I принял титул германского императора, а вступившая в силу 4 мая того года конституция Германской империи юридически закрепила это событие.
Германия в кайзеровский период являлась дуалистической монархией. Главой государства и главой исполнительной власти являлся федеральный президент, которым по должности являлся Король Пруссии и который носил титул германского императора. Имперский канцлер (нем. Reichskanzler) и статс-секретари возглавлявшие имперские ведомства (нем. Reichsämter) (Имперское ведомство железных дорог (нем. Reichseisenbahnamt), Имперское почтовое ведомство (нем. Reichspostamt), Имперское управление юстиции (нем. Reichsjustizamt), Имперское казначейское управление (нем. Reichsschatzamt), управление Эльзаса-Лотарингии, внешне- и внутриполитические политическое ведомства, Имперское морское управление (нем. Reichsmarineamt), Имперское управление по делам колоний (нем. Reichskolonialamt), назначались президентом и несли перед ним ответственность.
Ноябрьская революция, вызванная неудачами германской армии в Первой мировой войне и обострением социальной напряжённости внутри страны, привела к необратимому кризису государственной власти, для разрешения которого тогдашний рейхсканцлер Максимилиан Баденский 9 ноября, не дожидаясь решения самого кайзера, заявил об отречении Вильгельма II от престола. В тот же день Филиппом Шейдеманом и Карлом Либкнехтом была провозглашена Веймарская республика, что означало окончание эры Германской империи. Вынужденный бежать в Нидерланды император отрёкся от своего титула 28 ноября того же года, а принятая позднее Веймарская конституция юридически оформила факт упразднения титула германского императора.

### Бундесрат
Подписанный 18 августа 1866 года договор между Пруссией и другими северогерманскими государствами привёл к образованию временного Августовского альянса (нем. Augustbündnis), который был преобразован в Северогерманского союз после вступления в силу конституции этого государственного образования 1 июля 1867 года. В Основах новой союзной конституции (нем. Grundzüge einer neuen Bundesverfassung), 10 июня 1866 года пересланных Бисмарком, тогда министр-президентом Пруссии, правительствам Германского союза для ознакомления и ставших фундаментом основного закона создаваемого союза, будущий союзный совет ещё не упоминался. Однако, уже в предоставленном на рассмотрение конституционного рейхстага проекте конституции Северогерманского союза впервые появляется понятие «союзный совет». Сам Бисмарк хотел, чтобы по своей форме представительный орган союзных государств в максимальной степени напоминал бундестаг Германского союза, заметив, что «чем больше опираешься на старые формы, тем легче будет сделать всё дело». Позднее, при образовании империи в 1871 году, он настоял против переименования бундесрата в «рейхсрат» (нем. Reichsrat, то есть имперский совет), так как хотел подчеркнуть союзный характер этого органа.
Члены бундесрата назначались монархами (в королевствах, великих герцогства, герцогствах и княжествах) или сенатами (в вольных городах), голоса между которыми разделялись следующим образом:
| Земли             | Примечание                                        | Голоса |
| Пруссия           | (включая территории, аннексированные в 1866 году) | 17     |
| Бавария           |                                                   | 6      |
| Саксония          |                                                   | 4      |
| Вюртемберг        |                                                   | 4      |
| Баден             |                                                   | 3      |
| Гессен            |                                                   | 3      |
| Мекленбург-Шверин |                                                   | 2      |
| Брауншвейг        |                                                   | 2      |
| другие 17 земель  | каждая по одному голосу                           | 17     |
| Эльзас-Лотарингия | после 1911 года                                   | 3      |
| Всего             |                                                   | 61     |

Не обладая в полной мере законодательной властью, Бундесрат принимал простым большинством решения:
- о законопроектах, вносимых в парламент и законах, им изданных (по сути, утверждал законы, принятые Рейхстагом).
- об административных предписаниях и инструкциях, необходимых для реализации имперских законов.
- о недостатках, выявленных в результате реализации имперских законов, административных предписаний и инструкций о реализации имперских законов.

### Рейхстаг
Рейхстаг состоял из 382 членов. Избирался народом на основе всеобщего, равного и прямого избирательного права по двухтуровой мажоритарной системе по одномандатным округам сроком на 3 года. Решение о роспуске Рейхстага раньше законом установленного срока должно было быть принято Бундесратом и одобрено Императором. Законы принимались Рейхстагом простым большинством, при кворуме также составлявшем простое большинство от общего числа членов.

### Имперский суд
Суд начал свою работу 1 октября 1879 года одновременно с вступлением в силу утверждённого в 1877 году нового законодательства об имперской юстиции (нем. Reichsjustizgesetze). Имперский суд был судом общей юрисдикции, основной задачей которого было вынесение окончательного решения относительно уголовного и гражданского правоприменения, а также финансово-налоговой деятельности государства, коммерческого и трудового права, а также дел о государственной измене. В этом смысле его деятельность в значительной степени способствовала унификации и уточнению германского законодательства.

### Наиболее влиятельные политические партии
- Немецкая консервативная партия (Deutschkonservative Partei, DKP, НКП) — наибольшим влиянием пользовалась среди немцев-протестантов сельских районов Восточной Пруссии, Западной Пруссии, Позена, Силезии, Бранденбурга, Прусской Саксонии, Мекленбург-Штрелица и Мекленбург-Шверина, поддерживала дуалистическую монархию, позднее в некоторых районах её вытеснила Свободно-консервативная партия (с 1871 г. Имперская партия) — национал-консервативная партия
- Национал-либеральная партия (Nationalliberale Partei) — левее Немецкой консервативной партии, наибольшим влиянием пользовалась среди немцев-протестантов сельских районов Шлезвиг-Гольштейна, Брауншвейга, Ольденбурга и Гессена, позднее в некоторых районах её вытеснили Немецкий крестьянский союз (Deutscher Bauerbund), Баварский крестьянский союз (Bayerischer Bauerbund), Союз сельских хозяев (Bund der Landwirte)
- Немецкая партия центра (Deutsche Zentrumspartei) — наибольшим влиянием пользовалась среди немцев-католиков сельских районов Баварии, Бадена, Вестфалии, Рейнской провинции, южного Вюртемберга и Верхней Силезии
- Прогрессивная народная партия (до 1911 г. Немецкая народная партия, Свободомыслящая народная партия и Немецкий свободомыслящий союз, до 1895 г. — Немецкая партия свободомыслящих, до 1894 г. — Немецкая прогрессивная партия и Либеральный союз) — левее Национал-либеральной партии, наибольшим влиянием пользовалась среди немцев городских районов, выступала за установление парламентской демократии
- Социал-демократическая партия Германии (Sozialdemokratische Partei Deutschlands, SPD, СДПГ) — левее Прогрессивной народной партии (объединение в 1875 г. лассальянского Общегерманского рабочего союза и марксистской Социал-демократической рабочей партии), с начала XX века самая влиятельная партия в городских районах
- Польская фракция (Polnische Fraktion) — наибольшим влиянием пользовалась среди германизированных поляков сельских районов Позена, Западной Пруссии, Верхней Силезии и Вармии
- Немецко-ганноверская партия (Deutsch-Hannoversche Partei) — наибольшим влиянием пользовалась среди германизированных поляков сельских районов Ганновера
- Эльзас-лотарингская партия — наибольшим влиянием пользовалась среди немцев и французов сельских районов Эльзас-Лотарингии
- Датская партия — наибольшим влиянием пользовалась среди датчан сельских районов Северного Шлезвига
- Немецкая социальная партия и Немецкая партия реформ — антисемитские, правее Немецкой консервативной партии, наибольшим влиянием пользовались в Позене, Гессене и Гессен-Нассау

## Правовая система
- высшие судебные инстанции — Имперский суд (Reichsgericht) и Баварский верховный суд (Bayerisches Oberstes Landesgericht), суды апелляционной инстанции — высшие земельные суды (Oberlandesgericht), суды первой инстанции — земельные суды (landgericht), низшее звено судебной системы — участковые суды (amtsgericht):
  - Прусский королевский оберландесгерихт Кёнигсберга (Königlich Preußische Oberlandesgericht Königsberg) (Восточная Пруссия)
  - Прусский королевский оберланлесгерихт Мариенвердера (Königlich Preußische Oberlandesgericht Marienwerder) (Западная Пруссия)
  - Прусский королевский оберландесгерихт Позена (Königlich Preußische Oberlandesgericht Posen) (Позен)
  - Прусский королевский камергерихт (Königlich Preußische Kammergericht) (Берлин и Бранденбург)
  - Прусский королевский оберландесгерихт Штеттина (Königlich Preußische Oberlandesgericht Stettin) (Померания)
  - Прусский королевский Оберландесгерихт Бреслау (Königlich Preußische Oberlandesgericht Breslau) (Силезия)
  - Прусский королевский Оберландесгерихт Наумбурга (Königlich Preußische Oberlandesgericht Naumburg) (Прусская Саксония)
  - Прусский королевский Оберландесгерихт Киля (Königlich Preußische Oberlandesgericht Kiel) (Шлезвиг-Гольштейн)
  - Прусский королевский Оберландесгерихт Целле (Königlich Preußische Oberlandesgericht Celle) (Ганновер)
  - Прусский королевский Оберландесгерихт Хамма (Königlich Preußische Oberlandesgericht Hamm) (Вестфалия)
  - Прусский королевский Оберландесгерихт Кёльна (Königlich Preußische Oberlandesgericht Köln) (Рейнская провинция)
  - Прусский королевский Оберландесгерихт Франкфурта-на-Майне (Königlich Preußische Oberlandesgericht Frankfurt am Main) (Гессен-Нассау)
  - Прусский королевский Оберландесгерихт Касселя (Königlich Preußische Oberlandesgericht Kassel) (Гессен-Нассау)[21]
  - Саксонский королевский Оберландесгерихт Дрездена (Königlich Sachische Oberlandesgericht Dresden) (Саксония)
  - Герцогский оберландесгерихт Брауншвейга (Herzogliche Oberlandesgericht Braunschweig) (Брауншвейг)
  - Великогерцогский Оберландесгерихт Ольденбурга (Grossherzogliche Oberlandesgericht Oldenburg) (Ольденбург)
  - Тюрингский Оберландесгерихт (Thüringer Oberlandesgericht) (Саксен-Веймар-Айзенах, Саксен-Кобург-Гота, Саксен-Майнинген, Шварцбург-Рудольштадт, Шварцбург-Зондерхаузен, Ройсс-Гера, Ройсс-Грейц)
  - Ганзейский Оберландесгерихт (Hanseatisches Oberlandesgericht) (Гамбург, Бремен и Любек)
  - Оберландесгерихт Ростока (Oberlandesgericht Rostock) (Мекленбург-Шверин, Мекленбург-Стрелиц)
  - Гессенский великогерцогский оберландесгерихт Дармштадта (Hessische Oberlandesgericht Darmstadt) (Гессен)
  - Баденский великогерцогский оберландесгерихт Карлсруе (Badische Oberlandesgericht Karlsruhe) (Баден)
  - Вюртембергский королевский оберландесгерихт Штутгарт (Königlich Württembergische Oberlandesgericht Stuttgart) (Вюртемберг)
  - Баварский королевский оберландесгерихт Мюнхена (Königlich Bayerische Oberlandesgericht München) (Бавария)
  - Баварский королевский оберландесгерихт Нюрнберга (Königlich Bayerische Oberlandesgericht Nürnberg) (Бавария)
  - Баварский королевский оберландесгерихт Бамберга (Königlich Bayerische Oberlandesgericht Bamberg) (Бавария)
  - Баварский королевский оберландесгерихт Аугсбурга (Königlich Bayerische Oberlandesgericht Augsburg) (Бавария)
  - Баварский королевский оберландесгерихт Цвайбрюккена (Königlich Bayerische Oberlandesgericht Zweibrücken) (Бавария)
  - Баварский королевский оберландесгерихт Кольма (Königlich Bayerische Oberlandesgericht Colmar) (Эльзасс-Лотарингия
- Суды первой инстанции для граждан немецких государств союза проживающих в колониях — бецирксгерихты (Bezirksgericht), суды апелляционной инстанции для граждан немецких государств союза проживающих в колониях — императорские обергерихты (Kaiserliche Obergericht), коренное население колоний судили туземные суды.
- высшая судебная инстанция административной юстиции — Имперский административный суд (Reichsverwaltungsgericht), суды апелляционной инстанции административной юстиции — высшие земельные административные суды (oberlandesverwaltungsgericht) (Прусский королевский оберфервальтунгсгерихт (Königlich Preußisches Oberverwaltungsgericht), Баварская королевская судебная административная палата (Königlich Bayerische Verwaltungsgerichtshof), Саксонский королевский оберфервальтунгсгерихт (Königlich Sächsische Oberverwaltungsgericht) и др.), суды первой инстанции административной юстиции — окружные административные суды (Bezirksverwaltungsgericht), низшее звено судебной системы административной юстиции — районные административные суды (Kreisverwaltungsgericht);
- высшая судебная инстанция — имперский военный суд (Reichsmilitärgericht), суды апелляционной инстанции — высшие военные суды (Obermilitärgericht), суды первой инстанции — военные суды (Militärgericht).
- органы прокуратуры — прокуратуры ландгерихтов, высшие прокуратуры (Oberstaatsanwalt), императорская высшая имперская прокуратура (Kaiserlischer Oberreichsanwaltschaft)

## Внешняя политика
Наряду с немецкими императорскими посольствами (Kaiserlich Deutsche Botschaft (в России, Великобритании, Франции, Испании, Австро-Венгрии, Италии, США и Османской Империи) и Kaiserliche Deutsche Gesandtschaft (в Дании, Швеции, Швейцарии, Нидерландах, Бельгии, Греции, Китае)), императорскими генеральными консульствами (Kaiserlich Deutsches Generalkonsulat), императорскими консульствами (Kaiserlich Deutsches Konsulat), во многих иностранных государствах действовали также:
- Баварские королевские посольства (Königliche Bayerische Gesandtschaft)
- Саксонские королевские посольства (Königliche Sachsische Gesandtschaft)
- Вюртембергские королевские посольства

Аналогично большинство государств имели свои посольства как в Берлине (возглавлялись послами), так и в Дрездене, Мюнхене и Штутгарте (возглавлялись посланниками). Также каждое из королевств имело собственное посольство во всех других королевствах из числа государства союза.

## Образование и наука
Академии наук:
- Прусская королевская академия наук
- Саксонская королевская академия наук
- Баварская королевская академия наук
- Гельдебергская великогерцогская академия наук

Университеты:
- Кёнигсбергский королевский университет им. Герцога Альбрехта (Königliche Albertus-Universität Königsberg) (Кёнигсберг, Восточная Пруссия, Пруссия)
- Бреславльский королевский университет им. Фридриха-Вильгельма III (Königliche Schlesische Friedrich-Wilhelms-Universität) (Бреслау, Силезия, Пруссия)
- Грайфсвальдский королевский университет (Königliche Universität Greifswald) (Грайфсвальд, Померания, Пруссия)
- Берлинский королевский университеты им. Фридриха-Вильгельма III (Königliche Friedrich-Wilhelms-Universität zu Berlin) (Берлин, Бранденбург, Пруссия)
- Галльский королевский университет (Königliche Universität Halle) (Галле, Прусская Саксония, Пруссия)
- Кильский королевский университет им. Христиана-Альбрехта (Königliche Christian-Albrechts-Universität zu Kiel) (Киль, Шлезвиг-Гольштейн, Пруссия)
- Гёттингенский королевский университет им. Георга-Августа (Königliche Georg-August-Universität Göttingen) (Гёттинген, Ганновер, Пруссия)
- Мюнстерский королевский университет имени Вильгельма II (Königliche Westfälische Wilhelms-Universität) (Мюнстер, Вестфалия, Пруссия)
- Боннский королевский университет имени Фридриха-Вильгельма III (Königliche Friedrich-Wilhelms-Universität zu Bonn) (Бонн, Рейнская провинция, Пруссия)
- Марбургский королевский университет имени Ландграфа Филиппа (Königliche Philipps-Universität Marburg) (Марбург, Гессен-Кассель, Пруссия)
- Лейпцигский королевский университет (Königliche Sächsische Universität Leipzig) (Лейпциг, Саксония)
- Мюнхенский королевский университет (Königliche Bayerische Universität München) (Мюнхен, Бавария)
- Вюрцбургский королевский университет (Königliche Bayerische Universität Würzburg) (Вюрцбург, Бавария)
- Эрлангенский королевский университет (Königliche Bayerische Universität Erlangen) (Эрланген, Бавария)
- Тюбингенский королевский университет (Königliche Würtembergische Universität Tübingen) (Тюбинген, Вюртемберг)
- Гейдельбергский великогерцогский университет (Grossherzogliche Badische Universität Heidelberg) (Гейдельберг, Баден)
- Фрайбургский великогерцогский университет (Grossherzogliche Badische Universität Freiburg) (Фрайбург, Баден)
- Гисенский великогерцогский университет (Grossherzogliche Universität Gießen) (Гисен, Гессен)
- Ростокский великогерцогский университет (Grossherzogliche Universität Rostock) (Росток, Мекленбург-Шверин)
- Йенский великогерцогский университет (Grossherzogliche Universität Jena) (Йена, Саксен-Веймар-Айзенах)
- Страсбургский университет (Страсбург, Эльзас-Лотарингия)[22]
- Высшие технические училища
  - Берлинское королевское высшее техническое училище
  - Ганноверское королевское высшее техническое училище
  - Аахенское королевское высшее техническое училище
  - Клаустальская королевская горная академия
  - Мюнхенсконе королевскре политехническое училище
  - Дрезденское королевская высшее техническое училище
  - Штутгартское королевское политехническое училище
  - Карлсруйское великогерцогское политехническое училище
  - Дармштадтское великогерцогское высшее техническое училище
  - Брауншвейгское герцогское высшее техническое училище

## Искусство

### Театр
- Королевский надворный театр (Königliche Hoftheater) (Берлин, Пруссия)
- Королевский надворный и национальный театр (Königliche Hof- und Nationaltheater) (Мюнхен, Бавария)
- Королевский надворный театр (Königliches Hoftheater Dresden) (Дрезден, Саксония)
- Королевский надворный театр (Königlichen Hoftheater) (Вюртемберг, Штутгарт)
- Великогерцогский надворный театр (Großherzogliche Hoftheater) (Карлсруе, Баден)
- Надворный театр (Hoftheater) (Дармштадт, Гессен)
- Великогерцогский надворный театр (Großherzogliches Hoftheater) (Ольденбург)
- Вейммарский надворный театр (Weimarer Hoftheater) (Веймар, Саксен-Веймар-Айзенах)
- Великогерцогский надворный театр (Großherzogliche Hoftheater) (Шверин, Мекленбург-Шверин)
- Мекленбург-Штрелицкий надворный театр (Mecklenburgisch-Strelitzsches Hoftheater) (Нойштрелиц, Мекленбург-Штрелиц)
- Герцогский надворный театр (Herzogliche Hoftheater) (Брауншвейг)
- Герцогский придворный театр (Herzogliche Hoftheater) (Дессау, Анхальт)
- Герцогский саксонский надворный театр Кобурга (Herzoglich sächsische Hoftheater zu Coburg) (Гота, Саксен-Кобург-Гота)
- Герцогский надворный театр (Herzogliche Hoftheater) (Альтенбург, Саксен-Альтенбург)
- Мейнингенский надворный театр (Meininger Hoftheater) (Майнинген, Саксен-Мейнинген)
- Княжеский липпский надворный театр (Hochfürstlich Lippischen Hoftheaters) (Детмольд, Липпе-Детмольд)
- Княжеский надворный театр (Fürstliches Hoftheater) (Гера, Ройсс-Гера)

### Музыка
- Королевская прусская придворная капелла (Königlich Preußische Hofkapelle) (Берлин, Пруссия)
- Надворная капелла Мюнхена (Hofkapelle München) (Мюнхен, Бавария)
- Королевская саксонская музыкальная капелла (Königlich-sächsische musikalische Kapelle) (Дрезден, Саксония)
- Вюртембергская надворная капелла Штутгарта (Württembergische Hofkapelle Stuttgart) (Штутгарт, Вюртемберг)
- Великогерцогская баденская надворная капелла (Großherzoglich Badische Hofkapelle) (Карлсруе, Баден)
- Веймарская придворная капелла (Weimarer Hofkapelle) (Веймар, Саксен-Веймар-Айзенах)
- Шверинская надворная капелла (Schweriner Hofkapelle) (Шверин, Мекленбург-Шверин)
- Герцогская придворная капелла (Herzogliche Hofkapelle) (Брауншвейг)
- Герцогская придворная капелла (Herzogliche Hofkapelle) (Дессау, Анхальт)
- Готская придворная капелла (Gothaer Hofkapelle) (Гота, Саксен-Кобург-Гота)
- Мейнингенская придворная капелла (Meininger Hofkapelle) (Мейнинген, Саксен-Мейнинген)
- Рудольштадтская придворная капелла (Rudolstädter Hofkapelle) (Рудольштадт, Шварцбург-Рудольштадт)
- Придворная капелла (Hofkapelle) (Зондерхаузен, Шварцбург-Зондерхаузен)

## Религия
Верующие — протестанты (62 %) и католики (36 %).
- Конференция немецких евангелических церквей (Deutsche Evangelische Kirchenkonferenz)
  - Евангелический Высший церковный совет (Evangelischer Oberkirchenrat)
    - Королевская консистория Провинции Восточная Пруссия (Königliches Consistorium der Provinz Ostpreußen) — руководили приходами, объединявших большинство лютеран и кальвинистов Восточной Пруссии
    - Королевская консистория Провинции Западная Пруссия (Königliches Consistorium der Provinz Westpreußen) — руководили приходами, объединявшими преимущественно немцев-лютеран, а также немцев-кальвинистов, германизированных поляков-лютеран, германизированных поляков-кальвинистов Западной Пруссии, а также большинство верующих Торна и Бромберга вообще
    - Королевская консистория Провинции Позен (Königliches Consistorium der Provinz Posen) — руководили приходами, объединявшими преимущественно немцев-лютеран, а также большинство немцев-кальвинистов, германизированных поляков-лютеран и германизированных поляков-кальвинистов Позена
    - Королевская консистория Провинции Померания (Königliches Consistorium der Provinz Pommern) — руководили приходами, объединявшими большинство лютеран и кальвинистов, а также большинство верующих Померании вообще
    - Королевская консистория Провинции Силезия (Königliches Consistorium der Provinz Schlesien) — руководили приходами, объединявшими преимущественно немцев-лютеран, а также немцев-кальвинистов, германизированных поляков-лютеран и германизированных поляков-кальвинистов, а также большинство верующих Нижней Силезии вообще
    - Королевская консистория Провинции Бранденбург (Königliches Consistorium der Provinz Brandenburg) — руководили приходами, объединявшими большинство лютеран и кальвинистов, а также большинство верующих Бранденбурга вообще
    - Королевская консистория Провинции Саксония (Königliches Consistorium der Provinz Sachsen), Штольбергская графская консистория (Gräflich Stolbergsches Consistorium), Консистория Росслы и Консистория Вернигероде — руководили приходами, объединявшими большинство лютеран и кальвинистов Прусской Саксонии, а также большинство верующих Прусской Саксонии вообще
    - Королевская консистория Провинции Вестфалия (Königliches Consistorium der Provinz Westfalen) — руководили приходами, объединявшими большинство лютеран и кальвинистов Вестфалии
    - Королевская консистория Рейнской провинции (Konigliches Consistorium der Rheinprovinz) — руководили приходами объединявшими большинство лютеран и кальвинистов Рейнской области

  - Мекленбург-Шверинская великогерцогская консистория (Grossherzogliche Mecklenburg-Schwerinisches Consistorium) — управляла приходами, объединявшими большинство лютеран и большинство верующих Мекленбург-Шверина вообще
  - Мекленбург-Стрелицкая великогерцогская консистория (Grossherzogliche Mecklenburg-Strelitzsches Consistorium) — управляла приходами, объединявшими большинство лютеран и большинство верующих Мекленбург-Стрелица вообще
  - Анхальтская герцогская консистория (Anhaltisches Herzogliches Consistorium) — руководила приходами, объединявшими большинство лютеран и кальвинистов и большинство верующих Анхальта вообще
  - Евангелическо-лютеранская земельная консистория (Evangelisch-Lutherisches Landes-Consistorium) — руководила приходами, объединявшими большинство лютеран и большинство верующих Саксонии вообще
  - Саксонская великогерцогская консистория — руководила приходами, объединявшими большинство верующих и большинство лютеран Саксен-Веймар-Айзенаха
  - Саксен-Готская герцогская консистория — руководила приходами, объединявшими большинство лютеран и большинство верующих Саксен-Готы вообще
  - Саксен-Альтенбургская герцогская консистория — руководила приходами, объединявшими большинство лютеран и большинство верующих Саксен-Альтенбурга вообще
  - Саксен-Мейнингенская герцогская консистория — руководила приходами, объединявшими большинство лютеран и большинство верующих Саксен-Мейнингена вообще
  - Шварцбург-Рудольштадтская княжеская консистория — руководила приходами, объединявшими большинство лютеран и большинство верующих Шварцбург-Рудольштадта вообще
  - Шварцбург-Зондерхаузенская княжеская консистория — руководила приходами, объединявшими большинство лютеран и большинство верующих Шварцбург-Зондерхаузена вообще
  - Рёйсс-Герская княжеская консистория — руководила приходами, объединявшими большинство лютеран и большинство верующих Рейса младшей линии вообще
  - Рёйсс-Грейская княжеская консистория — руководила приходами, объединявшими большинство верующих и большинство лютеран Рейса старшей линии
  - Прусская королевская консистория Касселя (Königliches Preussisches Konsistorium Cassel), Прусская королевская консистория Висбадена (Königliches Preussisches Konsistorium Wiesbaden) и Прусская королевская консистория Франкфурта-на-Майне — руководили приходами, объединявшими большинство лютеран и кальвинистов Гессен-Касселя
  - Королевская прусская земельная консистория Ганновера (Königliches Preussisches Landesconsistorium Hannover) — руководила приходами, объединявшими большинство лютеран, а также большинство верующих Ганновера вообще
  - Королевская прусская консистория Ауриха (Königliches Preussisches Consistorium Aurich) — руководила приходами, объединявшими объединяла часть кальвинистов
  - Королевская евангелическо-лютеранская консистория Киля (Königliches Evangelisch-Lutherisches Consistorium in Kiel) — руководила приходами, объединявшими большинство лютеран, а также большинство верующих Шлезвиг-Гольштейна вообще
  - Ольденбургская великогерцогская консистория Княжества Биркенфельд (Grossherzogliches Oldenburgisches Consistorium Fürstenthum Birkenfeld) — руководила приходами, объединявшими большинство лютеран и большинство верующих Биркенфельда вообще
  - Брауншвейгская герцогская консистория — руководила приходами, объединявшими большинство лютеран и большинство верующих Брауншвейга вообще
  - Бременский сенат — руководил приходами, объединявшими большинство лютеран и кальвинистов и большинство верующих Бремена вообще
  - Гамбургский сенат — руководил приходами объединявшими большинство лютеран и большинство верующих Гамбурга вообще
  - Великогерцогская ольденбургская консистория — руководила приходами, объединявшими большинство лютеран и большинство верующих Ольденбурга вообще
  - Любекский сенат — руководил приходами, объединявшими большинство лютеран и большинство верующих Любека вообще
  - Липпская княжеская консистория — руководила приходами, объединявшими большинство кальвинистов и лютеран и большинство верующих Липпе-Детмольда вообще
  - Шаумбург-Липпская княжеская консистория (Fürstlich Schaumburg Lippische Consistorium) — руководила приходами, объединявшими большинство лютеран и большинство верующих Шаумбург-Липпе вообще
  - Вальдекская княжеская консистория (Fürstlich Waldecksche Consistorium) — руководила приходами, объединявшими большинство верующих и большинство лютеран и кальвинистов Вальдека
  - Гессенская великогерцогская консистория — руководила приходами, объединявшими большинство объединяла большинство лютеран и кальвинистов и большинство верующих Гессен-Дармштадта вообще
  - Баденская великогерцогская консистория — руководила приходами, объединявшими большинство лютеран и кальвинистов Бадена
  - Вюртембергская королевская консистория (Königliches Würtembergiches Consistorium) — руководила приходами, объединявшими большинство большинство лютеран и большинство верующих Вюртемберга
  - Баварская королевская консистория — руководила приходами, объединявшими большинство лютеран и кальвинистов Баварии, кроме Пфальца
  - Баварская королевская протестантская консистория Шпайера (Königliches Bayerisches Protestantisches Konsistorium Speyer) — руководила приходами, объединявшими большинство лютеран и большинство верующих Пфальца
  - Высшая консистория — руководила приходами, объединявшими большинство лютеран Эльзас-Лотарингии
- Отдельные кальвинистские приходы существовали в Саксонии, Ганновере, Мекленбург-Шверине, Шаумбург-Липпе, Гамбурге, Любеке, Вюртемберге, Брауншвейге, Баварии и Эльзасс-Лотарингии, в Пруссии, Гессене, Бремене и Бадене входили в состав лютеранских церквей
- Евангелическо-лютеранская (старолютеранская) церковь Пруссии (Evangelisch-Lutherische (altlutherische) Kirche in Preußen) — объединяла часть лютеран Пруссии (кроме Шлезвиг-Гольштейна, Ганновера и Гессен-Нассау)
- Евангелическо-лютеранская церковь Бадена (Evangelisch-Lutherische Kirche in Baden) — объединяла часть лютеран Бадена
- Независимая евангелическо-лютеранская церковь Гессена — объединяла часть лютеран Гессен-Дармштадта
- Ганноверская евангелическо-лютеранская свободная церковь (Hannoversche evangelisch-lutherische Freikirche) — объединяла часть лютеран Ганновера
- Евангелическо-лютеранская свободная церковь (Evangelisch-Lutherische Freikirche) — объединяла часть лютеран Саксонии
- Евангелическо-старореформатская церковь Нижней Саксонии (Evangelisch-altreformierte Kirche in Niedersachsen) — объединяла часть кальвинистов Ганновера
- Континентально-европейская провинция Моравской церкви (Europäisch-Festländische Provinz der Brüderunität) — объединяла большинство моравских братьев
- Старокатолики были представлены Католической епархией старокатоликов в Германии (Katholisches Bistum der Alt-Katholiken in Deutschland)
- Объединение немецких меннонитских общин (Vereinigung der Deutschen Mennonitengemeinden) — объединяла большинство меннонитов Пруссии, Гамбурга, Бремена, Любека
- Конференция пфальцско-гессенских меннонитских общин (Konferenz der pfälzisch-hessischen Mennoniten-Gemeinden) — объединяла большинство меннонитов Пфальца и Гессена
- Федерация баденско-вюртембергско-баварских общин (Badisch-Württembergisch-Bayerischer Gemeindeverband) — объединяла большинство меннонитов Баварии, Бадена и Вюртемберга
- В конце данного периода начали возникать первые баптистские, адвентистские и пятидесятнические общины и общины плимутских братьев
- Фрайзингская конференция католических епископов (Freisinger Bischofskonferenz)
  - Церковная провинция Бамберга (Kirchenprovinz Bamberg)
    - Архиепархия Бамберга (Erzbistum Bamberg) — объединяла большинство католиков Средней Франконии
    - Епархия Айхштета (Bistum Eichstätt) — объединяла большинство католиков Верхней Франконии
    - Епархия Вюрцбурга (Bistum Würzburg) — объединяла большинство католиков Нижней Франконии
    - Епархия Шпайера (Bistum Speyer) — объединяла большинство католиков Пфальца

  - Церковная провинция Мюнхена и Фрайзинга (Kirchenprovinz München und Freising)
    - Архиепархия Мюнхена и Фрайзинга (Erzbistum München und Freising) — объединяла большинство верующих и большинство католиков Верхней Баварии
    - Епархия Регенсбурга (Bistum Regensburg) — объединяла большинство верующих и большинство католиков Верхнего Пфальца
    - Епархия Пассау (Bistum Passau) — объединяла большинство верующих и большинство католиков Нижней Баварии
    - Епархия Аугсбурга (Bistum Augsburg) — объединяла большинство верующих и большинство католиков Швабии
- Фульдская конференция католических епископов (Fuldaer Bischofskonferenz)
  - Церковная провинция Фрайбург (Kirchenprovinz Freiburg) (Вюртемберг, Баден и Гессен)
    - Архиепархия Фрайбурга (Erzbistum Freiburg) — объединяла большинство католиков Бадена и большинство верующих южной и центральной части Бадена
    - Епархия Роттенбург (Bistum Rottenburg) — объединяла большинство католиков Вюртемберга и большинство верующих южной части Вюртемберга
    - Епархия Майнца (Bistum Mainz) — объединяла большинство католиков Гессен-Дармштадта
    - Епархия Лимбурга — объединяла большинство католиков Кассельского округа
    - Епархия Фульды — объединяла большинство католиков Висбаденского округа, Саксен-Веймар-Айзенаха, Саксен-Кобург-Готы, Саксен-Майнингена, Шварцбург-Рудольштадта, Шварцбург-Зондерхаузена, Рейсс-Геры и Рейсс-Грейца

  - Церковная провинция Кёльна (Kirchenprovinz Köln)
    - Архиепархия Кёльна (Erzbistum Köln) — объединяла большинство католиков Аахенского, Кёльнского и Дюссельдорфского округов и большинство верующих Аахенского и Кёльнского округов
    - Епархия Мюнстера (Bistum Münster) — объединяла большинство верующих и большинство католиков западной части Вестфалии
      - Мюнстерский епископский официалат (Bischöflich Münstersches Offizialat) — объединял большинство католиков Ольденбурга и большинство верующих южной части Ольденбурга

    - Епархия Трира (Bistum Trier) — объединяла большинство верующих и большинство католиков Трирского и Кобленцского округов
    - Епархия Падерборна (Bistum Paderborn) — объединяла большинство католиков восточной части Вестфалии и провинции Саксония и большинство верующих восточной части Вестфалии

  - Епархия Оснабрюка (Bistum Osnabrück) — объединяла большинство католиков Западной части Ганновера и большинство верующих Оснабрюкского округа
  - Епархия Хильдесхайма (Bistum Hildesheim) (Восточный Ганновер, Брауншвейг) — объединяла большинство католиков Восточной части Ганновера и Брауншвейга и большинство верующих центральной части Хильдесхаймского округа
  - Апостольский викариат Северной Германии (Apostolisches Vikariat des Nordens) — объединяла большинство католиков Шлезвиг-Гольштейна, Гамбурга, Любека, Мекленбург-Шверина и Мекленбург-Стрелица
  - Апостольский викариат Анхальта (Apostolisches Vikariat Anhalt) — объединяла большинство католиков Анхальта
  - Церковная провинция Гнезно (Kirchenprovinz Gniezno)
    - Архиепархия Гнезно (Erzbistum Gniezno) и Епархия Познани (Erzbistum Posen) (в персональной унии) — объединяли преимущественно поляков-католиков, а также немцев-католиков Позена
    - Епархия Хельмно (Bistum Kulm) — объединяли преимущественно поляков-католиков, а также немцев-католиков Западной Пруссии

  - Епархия Бреслау (Bistum Breslau) — объединяла большинство католиков Силезии, а также большинство верующих Верхней Силезии (преимущественно поляков-католиков, а также немцев-католиков)
    - Княжеско-епископская делегатура Бранденбурга и Померании (Fürstbischöfliche Delegatur für Brandenburg und Pommern) — объединяла большинство католиков Бранденбурга и Померании

  - Архиепархия Вармии (Bistum Ermland) — объединяла большинство католиков Восточной Пруссии
  - Апостольский викариат Саксонии (Apostolische Vikariat in den Sächsischen Erblanden) — объединял большинство католиков Саксонии
  - Апостольская префектура Лужицы (Apostolische Präfektur Meißen) — объединял большинство католиков Саксонской Лужицы
- Епархия Страсбурга (Erzbistum Straßburg) — объединяла большинство верующих и большинство католиков Эльзаса
- Епархия Меца (Bistum Metz) — объединяла большинство верующих и большинство католиков Лотарингии
- Апостольская префектура Того (в 1892 году выделена из Апостольской префектуры Дагомеи) — объединял большинство католиков Того
- Апостольская префектура Камеруна (в 1890 году выделена из апостольского викариата Двух Гвиней, с 1905 года Апостольский викариат Камеруна) — объединял большинство католиков Камеруна
- Апостольский викариат Танганьики (в 1880 году выделен из апостольского викариата Центральной Африки), Апостольский викариат Унианьембе (в 1887 году выделен из Апостольского викариата Танганьики), Апостольский викариат Южной Виктории-Ньянзы (в 1894 году выделен из Апостольского викариата Виктории-Ньянзы), Апостольский викариат Киву (в 1912 году выделен из апостольских викариатов Южной Виктории-Ньянзы) — объединяли большинство католиков Германская Восточная Африка
- Апостольская префектура Нижней Кимбебасии и Апостольская префектура Гран-Намакваленда — объединяли большинство католиков Германской Юго-Западной Африки
- Апостольский викариат островов Самоа — объединял большинство католиков Германского Самоа
- Апостольская префектура Каролинских островов, Апостольская префектура Марианских островов (в 1911 году объединены в Апостольскую префектуру Каролинских и Марианских островов)
- Апостольская префектура Каролинских и Марианских островов и Апостольский викариат Маршалловых островов, Апостольская префектура Земли императора Вильгельма, Апостольская префектура Германских Соломоновых островов, с 1904 года Апостольский викариат Центральных Соломоновых островов, Апостольская префектура Западной Земли императора Вильгельма (в 1913 году выделена из Апостольской префектуры Земли императора Вильгельма) — объединяли католиков Германской Новой Гвинеи

## Средства массовой информации
Крупнейшее информационное агентство — Телеграфное Бюро Вольффа (Wolffs Telegraphisches Bureau)